# Batalla de Mérida
La batalla de Mèrida va ser una de les primeres batalles de la Guerra Civil Espanyola. Els milicians republicans van intentar en dues ocasions aturar l'Exèrcit d'Àfrica prop de la històrica ciutat de Mèrida (Badajoz), fracassant en l'intent.
L'exèrcit nacional va expulsar de la ciutat l'exèrcit republicà el 10 d'agost de 1936 i es va assegurar el control de la ciutat l'endemà, fet que va permetre al General Yagüe forçar la rendició i presa de la ciutat de Badajoz diversos dies després, perpetrant posteriorment el que és conegut com la massacre de Badajoz. La importància de la presa de Mèrida rau no solament en la possessió d'aquest important centre sinó que amb la seva conquesta es va aconseguir unir les dues zones en què llavors es trobaven dividides les forces revoltades.